# Solliès-Toucas
 Solliès-Toucas  es una población y comuna francesa, que se encuentra en la región de Provenza-Alpes-Costa Azul, departamento de Var, en el distrito de Toulon y cantón de Solliès-Pont.

## Demografía
| 1331 | 1287 | 1549 | 2098 | 3439 | 4397 |
| Para los censos de 1962 a 1999 la población legal corresponde a la población sin duplicidades (Fuente: INSEE [Consultar]) |      |      |      |      |      |